# Радянська вулиця (Луганськ)
Радянська вулиця (офіційно Совєтская, колишня 5-та Донецька, Алпатова) — центральна вулиця Луганська, що пролягла через місто між вулицями Ліньова і Гудованцева («Городок») на майже 6 км.
Після прийняття закону про декомунізацію у 2015 вулиця підлягає перейменування, але через окупацію у 2014 виконання закони неможливе.

## Назва
Вулиця називалась 5-тою Донецькою.

«План села Луганського», 1879 рік. Теперішня центральна вул. Радянська, показана пунктиром, з'явиться тільки у XX ст.

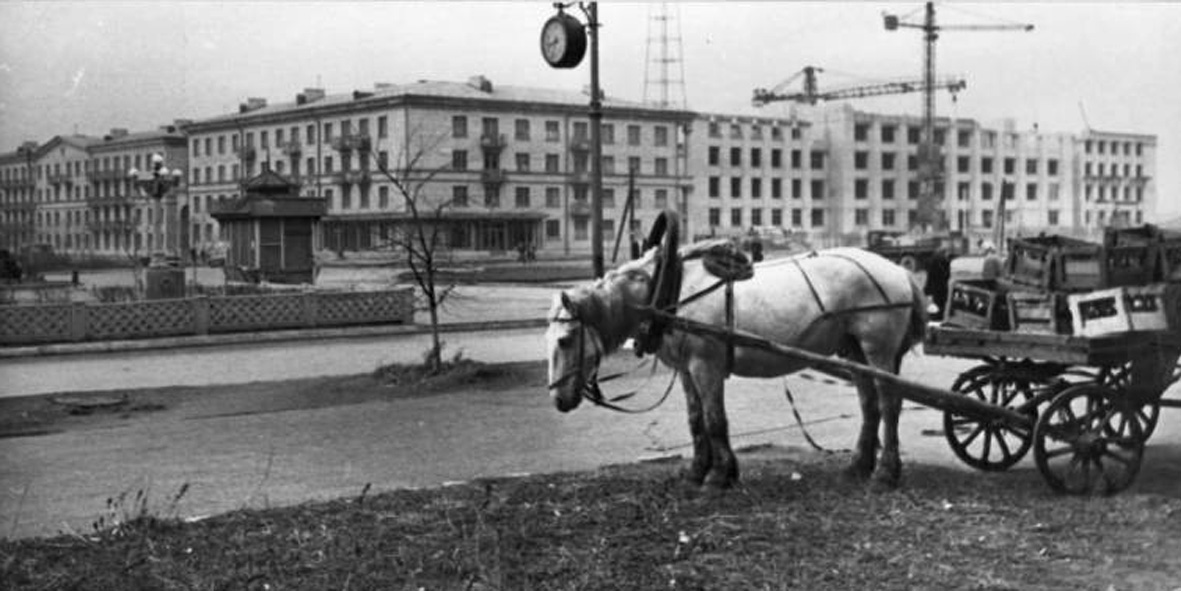
Гужовий транспорт на вул. Радянській (пл. Героїв ВВВ), 1950-ті

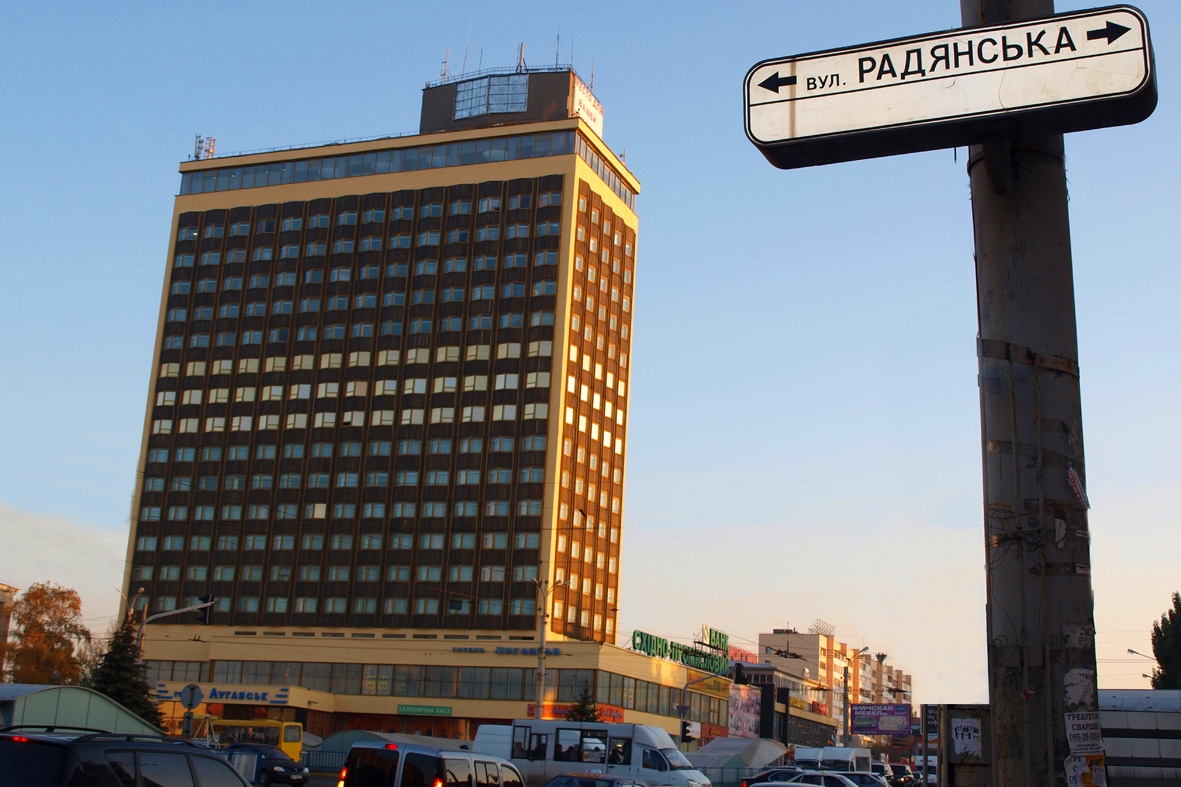
Готель «Луганськ», зведення якого розтягнулось на роки, за радянські часи став об'єктом місцевих анекдотів

Торговельний центр «Кристал»

У січні 1930 року Президія Луганської міськради «в ознаку 10-річчя переможного закінчення громадянської війни на Донбасі, звільнення Донбасу від білих бандитів та підняття над ним славного прапора пролетарської вільності, увіковічення спомину загиблих бійців під час запеклих сутичок з білими бандами при захисті Червоного Луганську» ухвалила перейменувати 5-ту Донецьку на вулицю Алпатова.
Оскільки у 1950-х роках вулиця перетворилась на центральну, її назва мала нести ідеологічне навантаження. Тому ім’я вже забутого на той час героя Громадянської війни Алпатова міняють на відповідну духові часу назву — Радянська. 
Згідно з рішенням шостої сесії Луганської міськради 24-го скликання від 24 грудня 2002 року, назви луганських вулиць повинні транслітеруватися українськими буквами без перекладу з російської мови. Тому Радянська має відтворюватися як Совєтская.

## Історичний огляд
Вулиця почала формуватися у 1920-х роках. У цей час вона була околицею міста. Її ділянка вела до Гусинівського цвинтаря. 
У 1926—1929 роках вулицю віддали під забудову індивідуальним житлом.
У 1928 році з’являються перші корпуси Луганської обласної дитячої клінічної лікарні. У 1930-х роках зводяться адміністративні споруди № 47, 49, 55, 59 і житловий будинок № 43, тепер пам’ятки місцевого значення.

## Новий центр
У 1948 році Рада Міністрів СРСР виділила кошти для розвитку Луганська. За генеральним планом, Ярмаркова площа, колишній міський цвинтар (теперішній сквер Молодої гвардії) і прилеглі вулиці підлягали повній перебудові. На їх місці зводились сучасні громадські і житлові будинки. Вулиці і майдани навколо зведених будівель обкому КПУ, раднаргоспу, облвиконкому сформували новий центр міста. 
Сучасна вул. Радянська сформувалась з колишніх 5-ї Донецької,  2-ї лінії (ділянка між пам'ятником Трудівникові Луганщини і вул. Леніна) і частини Ярмаркової площі. 
Вулицю перетворюють на бульвар з озелененою територією посередині, лавочками і доріжкою для пішохідного руху. 
На головні радянські свята 1-го травня і День перемоги, день Жовтневої революції цією вулицею проходять демонстрації. На Новий рік установлюється головна ялинка міста. Згодом масові заходи стали проводити на вул. Коцюбинського.
З часом житло у цьому районі стає елітним.  
У 1970-ті роки Радянська була однією з важливих артерій Луганська. Зі збільшенням транспортного потоку вулицю розширили за рахунок озелененої території.

## Площа Героїв Великої Вітчизняної війни
Центральна частина вулиці на перехресті з вул. Челюскінців утворює площу Героїв Великої Вітчизняної війни. 1957 року на ній розпланували сквер імені Героїв ВВВ. 1965 року відкрили Пілон Слави, а 2000 року — пам'ятник «Журавлі».

## Будинки зі шпилем

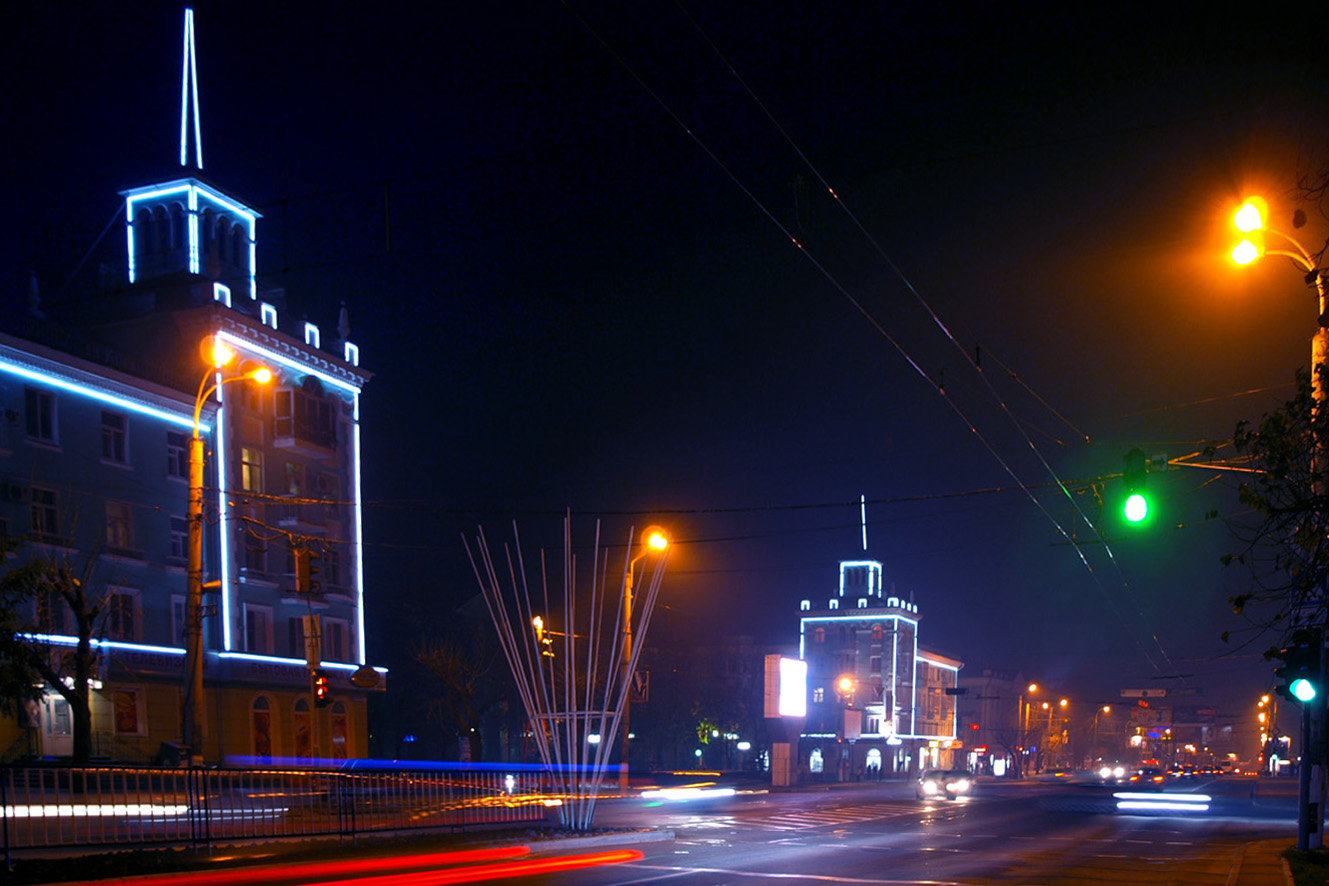
Будинки зі шпилем. 2011

Забудова вулиці велася в річищі парадної монументальної архітектури тієї доби. Одними з перших виросли «будинки зі шпилем», які виконані у стилі сталінського ампіру. Подібні ансамблі спостерігались по всьому Радянському Союзу (сталінські висотки, готель «Україна» у Києві, будинок зі шпилем на площі Конституції у Харкові, будинки зі шпилем на Театральній площі в Маріуполі). 
Призначення — житлові будівлі з торговими приміщеннями на першому поверсі.
У 1970-ті — 1980-ті роки один з будинків був обладнаний електронними годинниками (своєрідними луганськими «курантами»), які відбивали час позивним сигналом на мелодію революційної пісні «Наш паровоз вперед лети», що нагадувала про революційне минуле Луганська і найголовніше призначення міста як головної бази тепловозобудування СРСР.

## Теракт
За розповідями старожилів, у 1970-х роках між медичним училищем і будинком № 69 була спроба вчинити теракт. Зловмисник не встиг використати бомбу і вона вибухнула у нього в руках. Оскільки подібну інформацію в СРСР засекречували, причини злочину не відомі.  

## Опис

Трудівник Луганщини

Церква «Уміління», 2012

Вулиця розташована у Ленінському районі. Нумерація будинків починається від вул. Ліньова. 
На теперішній час на Радянській знаходяться Луганська обласна універсальна бібліотека ім. Горького (№ 78), Управління СБУ в Луганській області (№ 79), Управління НБУ в Луганській області (№ 83), обласний архів (№ 85), готелі «Динамо» (№ 48), «Совєтська» (№ 54), «Луганськ» (№ 76), комерційний коледж (№ 44), медичне училище (№ 70), басейн «Динамо» (№ 50), дві церкви, торгово-розважальні комплекси, супермаркети, книгарні, аптеки, бутіки. До неї прилягають Центральний ринок, ринок «Луганський базар», ринок «Городок», центральна площа Героїв Великої Вітчизняної війни, сквер Молодої гвардії, сквер Пам’яті. Радянська пролягає через міст над річкою Вільхівка і шляхопровід, що перетинає залізничну колію в районі заводу Пархоменка.
У 1957 році був заселений житловий будинок № 58, що стояв на місці колишнього міського звалища біля базару. Відомий як будинок з «Глобусом», за назвою книгарні іноземної літератури. Перед здачею будівлі стався провал кількох прогонів маршових сходів.

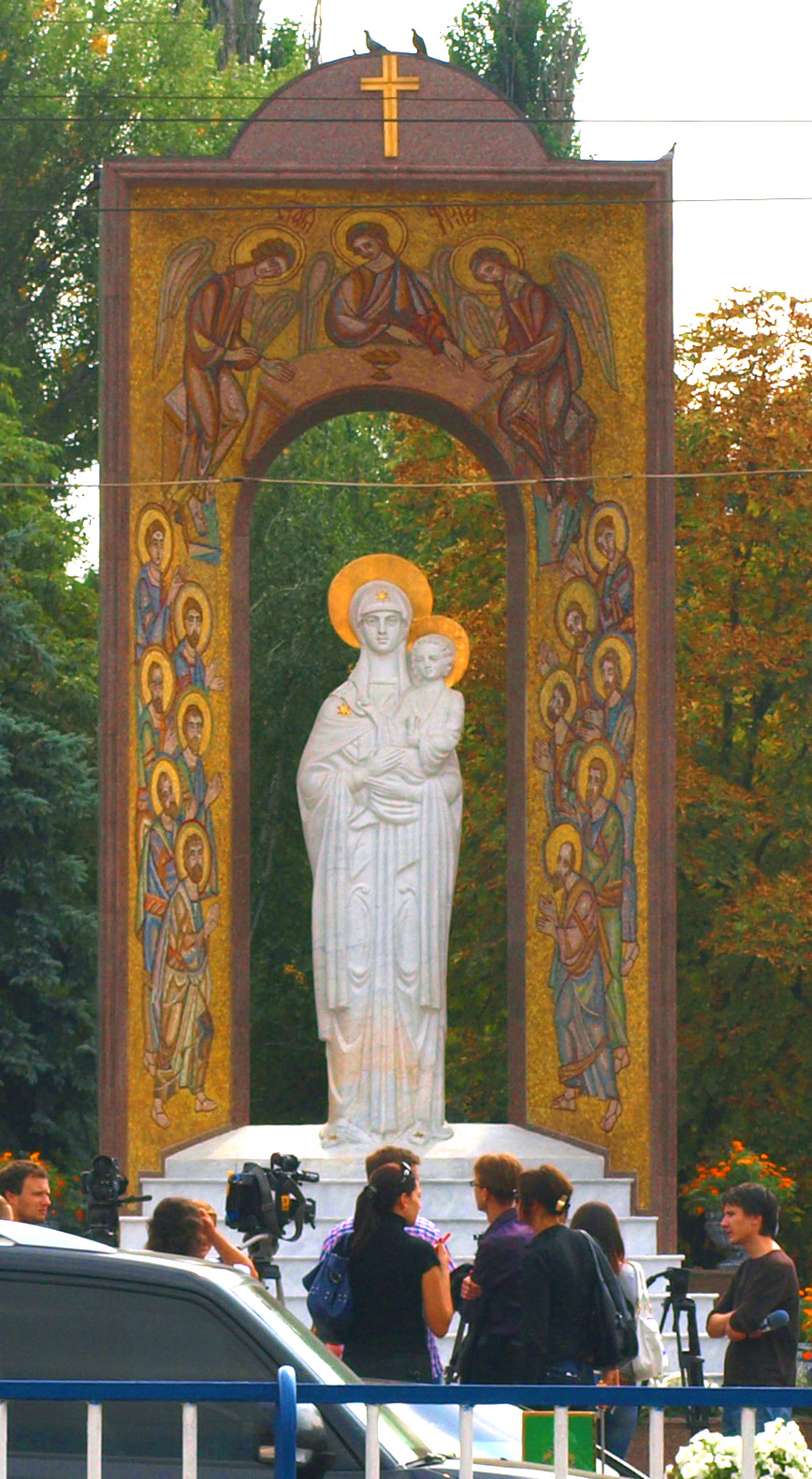
Луганська Богородиця, 2011

У 2000-х роках проведена реконструкція магазина «Центральний», колишніх будинку побуту і будинку одягу. 2007 року біля останнього з’явився магазин квітів, який виділяється в навколишній забудові. Будинок з чотирикутною вежею, увінчаною шатровим дахом. Особливість вежі — мозаїчне панно з годинником і флюгер.
2011 року за пам'ятним знаком Божої Матері розпочалось будівництво храму «Уміління», фундамент якого освятив патріарх Московський Кирил. Церкву звели рекордними темпами. Восени 2012 були закінченні основні роботи й встановлені дзвони. У вечірній час споруда підсвічується.

## Пам'яткники

### Трудівник Луганщини
У 1967 на Радянській встановили пам'ятник Трудівнику Луганщини на честь працівників Луганщини в канун 50-річчя Жовтневої революції. За радянські часи — символ міста. У народі закріпилася назва «Мужик з факелом».
Улітку 2009 року пам'ятник відреставровано. Укріплено та облицьовано гранітом постамент, саму́ стелу покрито міддю, біля монументу встановлено спеціальні ліхтарі, які підсвічуватимуть його в темну пору..

### Пам'ятний знак Божої Матері
На вулиці Радянській з нагоди 2000-річчя Різдва Христового був установлений пам'ятний знак, що називають також Луганською Богородицею. Скульптор, заслужений художник України Є. Чумак, архітектори А. Долгополов й А. Поздняков. 
Популярне місце молодят, які на своє весілля кладуть квіти до пам'ятника. 

## Транспорт

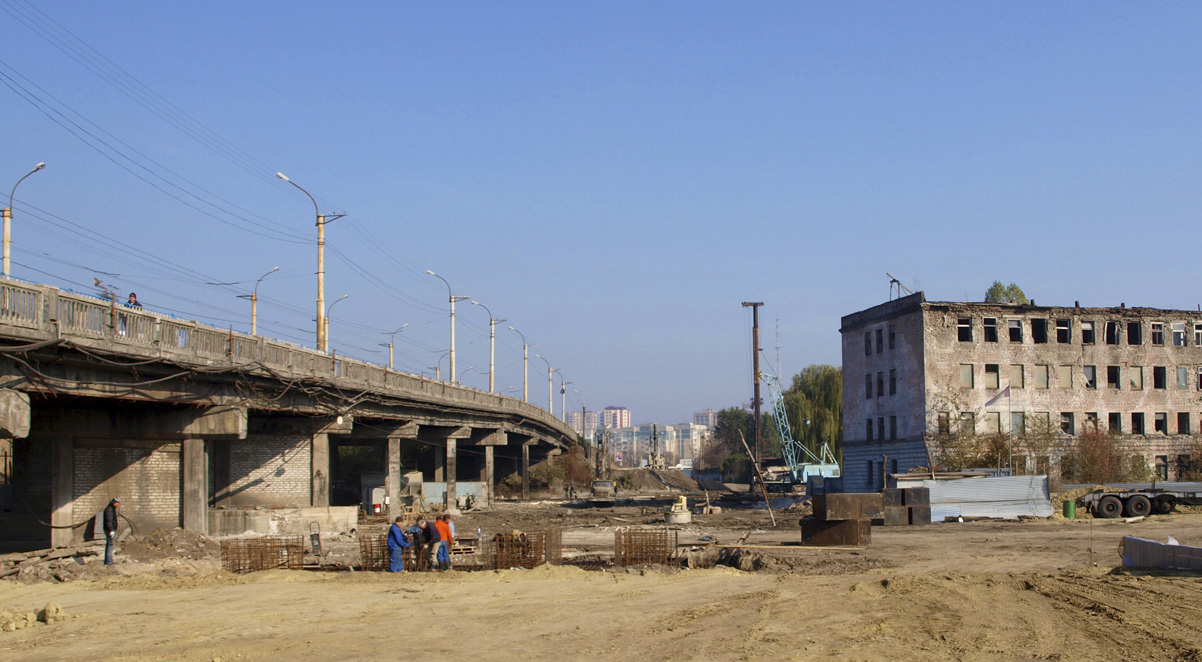
Будівництво нового шляхопроводу, 2011

Вулицею проходить основний громадський транспорт (автобуси і тролейбуси), що з'єднує майже всі частини міста, у тому числі м. Щастя, сел. Ювілейне, залізничний вокзал і центральну автобусну автостанцію. У районі Ленінського райвиконкому знаходиться також приміська автостанція.

## Шляхопровід
У 1960 році на Радянській через залізничну колію в районі заводу імені Пархоменко був прокладений шляхопровід. 
Після кількох пожеж, що стались у розташованих під ним складських приміщеннях, з 1992 року рух був обмежений. 
У 2006 році фахівцями Дніпропетровського інституту реконструкції міст був визнаний аварійним. Транспорт пустили в об’їзд, але через час відновили рух через шляхопровід. Через брак грошей був проведений тільки косметичний ремонт. Однак спеціалізоване Дніпропетровське підприємство «Міст-Сервіс», обстеживши об’єкт, дійшло висновку, що подальшу експлуатацію моста слід припинити. 
У січні 2011 року за сприянням прем’єр-міністра М. Азарова було ухвалене рішення про зведення двох нових шляхопроводів і демонтаж старого. Згідно з цим проектом вулиці Радянська і Ліньова до кварталу Гайового будуть розширені.
На реконструкцію виділено 1,6 млн грн з міського бюджету і 40 млн грн з державного.

## Галерея

Торговельний центр «ГУМ» і Будинок квітів
Комерційні комплекси
Пам'ятник Божої матері
Церква «Уміління», 2012
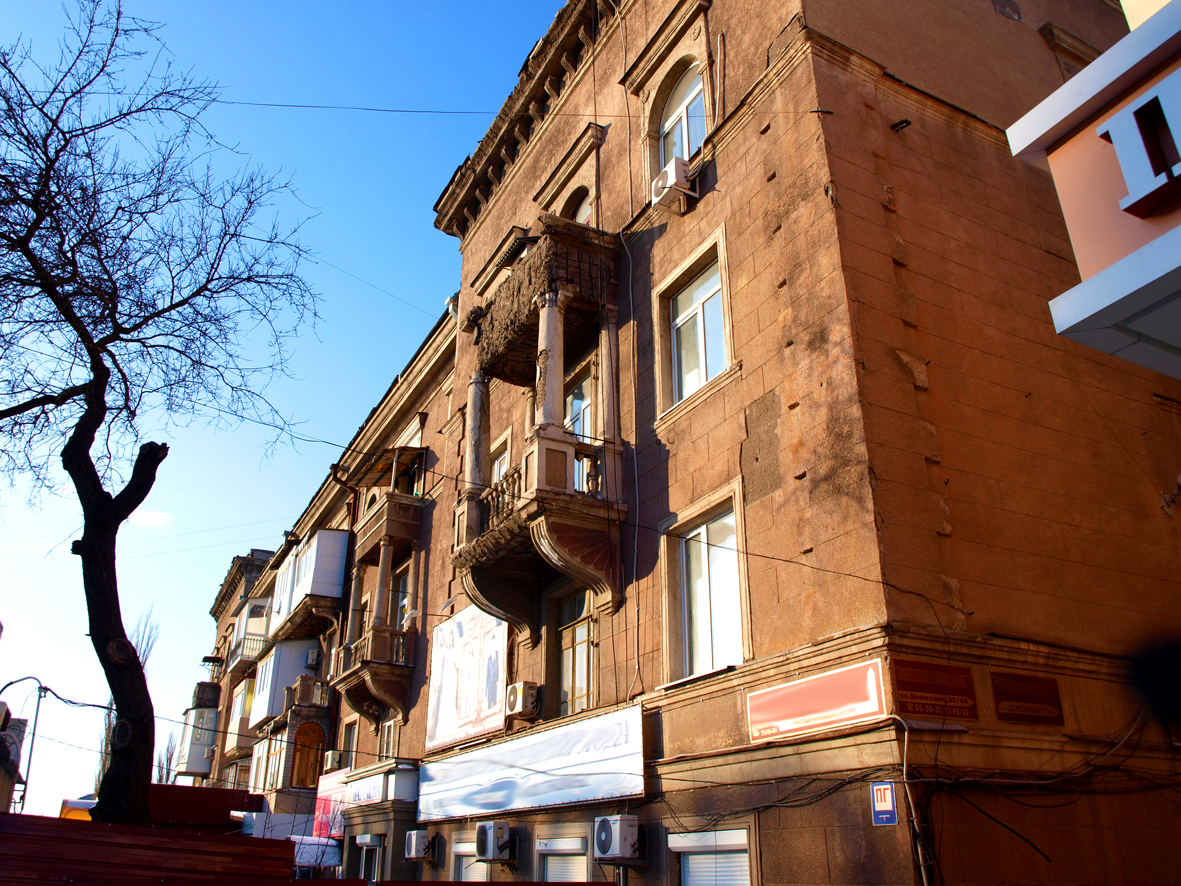
Одна з перших будівель (№ 59), зведених у 1930-х рр.
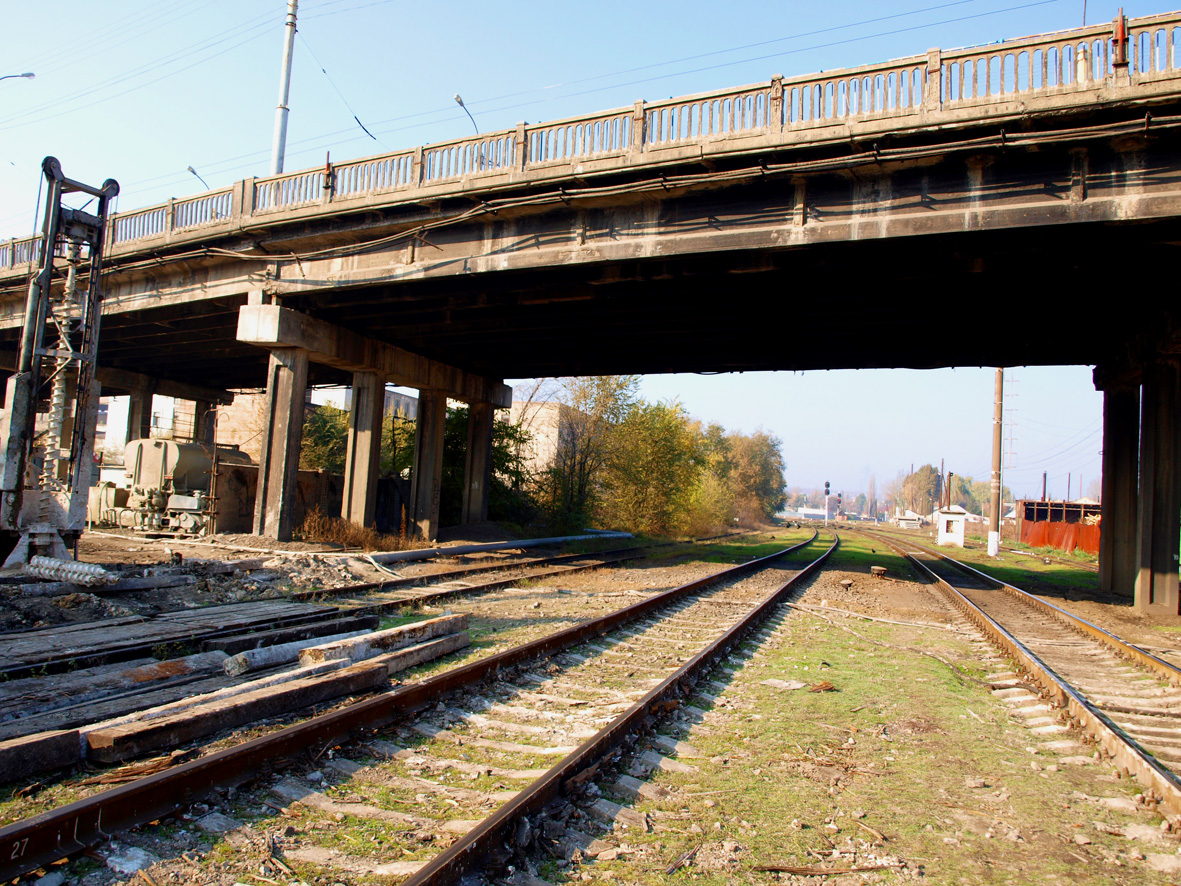
Старий шляхопровід